# VV Katwijk
VV Katwijk is een op 17 februari 1939 opgerichte amateurvoetbalvereniging uit Katwijk, Zuid-Holland, Nederland. De club acteerde van 1989-2014 25 jaar onafgebroken op het hoogste zaterdagamateurniveau (achtereenvolgens in de Eerste klasse, Hoofdklasse en Topklasse) en behaalde daarin zeven klassekampioenschappen, vier zaterdagtitels en vier algehele titels. In de seizoenen 2022/23, 2021/22 en 2017/18 werd Katwijk kampioen in de Tweede divisie.

## Accommodatie
VV Katwijk speelt sinds 1985 de thuiswedstrijden op het Sportcomplex "De Krom". Het sportpark bevindt zich in het uiterste noordoosten van Katwijk in de kern Katwijk-Noord (voorheen Hoornes-Rijnsoever of Rijnsoever). Het complex beschikt over zes velden, waarvan vier velden beschikken over een lichtinstallatie. Vier van de zes velden, waaronder het hoofdveld, zijn kunstgrasvelden.
Rondom het eerste veld beschikt de club over twee overdekte zittribunes. Het overige deel bestaat uit staanplaatsen, waarvan twee gedeeltes overdekt zijn.

## Historie

### Begin
Voetbalvereniging Katwijk werd opgericht op 17 februari 1939. Het duurde tot 1946 eer de club promoveerde en zo voor het eerst haar wedstrijden onder de KNVB-vlag mocht spelen. Na de degradatie in 1951 speelde Katwijk vier seizoenen in de afdeling Leiden. Vanaf 1955 speelt men onafgebroken in de KNVB.
Na het betrekken van Sportpark De Krom in 1985, werden de ambities niet onder stoelen of banken gestoken; VV Katwijk wilde op het hoogste amateurniveau spelen. Binnen vier jaar slaagde de club daarin. In 1989 werd de Eerste klasse, destijds de hoogste amateurcompetitie in het zaterdagvoetbal, bereikt.

### De succesvolle jaren negentig
Het hoogtepunt in de historie van de club vormt de periode 1993-1995 toen Katwijk driemaal op rij klassekampioen werd. In 1993 en 1994 behaalde Katwijk bovendien zowel de zaterdagamateurtitel als de algehele landstitel (na duels tegen respectievelijk USV Holland en Stevo). Vanaf het seizoen 1996/97 was Katwijk Hoofdklasser, omdat de Zaterdag Eerste klasse hernoemd werd tot Hoofdklasse.
Na een aantal stabiele jaren werd Katwijk in het jaar 2000 opnieuw kampioen (in de Hoofdklasse A). Onder leiding van Wim van Zwam werd ook nog het zaterdagkampioenschap behaald in de kampioenscompetitie met SV Spakenburg en SV Urk als tegenstanders. Later werd de kampioen van de zondagamateurs, Achilles 1894 uit Assen, in twee onderlinge duels verslagen, zodat het derde landskampioenschap in de historie een feit was. In hetzelfde jaar won Katwijk nog de Supercup voor amateurs, na een overwinning op bekerwinnaar KBV.
In de jaren negentig boekte Katwijk tevens successen in bekertoernooien. Katwijk ontpopte zich tot cupfighter en bereikte tot tweemaal toe de tweede ronde van de Amstel Cup met uitwedstrijden tegen Roda JC (1996) en NAC (1997) als beloning. Bekend is ook de bekerwedstrijd in de Galgenwaard tegen FC Utrecht. Na een spectaculair duel verloor Katwijk in de slotfase met 4-5.
Ook op amateurniveau was Katwijk succesvol in de beker; in 1997 werd Katwijk winnaar van de districtsbeker door in de finale Tonegido uit Voorburg met 2-1 te verslaan.

### Mindere jaren
In 2002 balanceerde de club op het randje van degradatie. Op het laatste moment werd nog een promotie-degradatie duel veiliggesteld, dat met 4-1 werd gewonnen van ONS Sneek. Ook in 2005 wist Katwijk zich pas op het laatste moment veilig te spelen. Sindsdien is Katwijk in rustiger vaarwater terechtgekomen, met kwalificatie voor de Topklasse als resultaat.

### Topklasse en Tweede Divisie
Vanaf de start in 2010/11 kwam VV Katwijk vier seizoenen uit in deze hoogste klasse van het zaterdagamateurvoetbal.
Na achtereenvolgens de 4e en 3e plaats werd Katwijk in 2013 kampioen van de topklasse zaterdag. In de daarop volgende strijd om het algeheel amateurkampioenschap was zondagkampioen Achilles '29 de tegenstander. De thuiswedstrijd op 18 mei werd met 0-0 gelijkgespeeld, een week later wachtte de return op De Heikant. De uitwedstrijd werd met 3-0 gewonnen, waardoor VV Katwijk voor de vierde keer in de clubgeschiedenis het algeheel amateurkampioenschap wist te veroveren.
Zowel Achilles als Katwijk hadden in een eerder stadium aangegeven niet te zijn geïnteresseerd in promotie naar de Eerste divisie, maar door de faillissementen van AGOVV en SC Veendam zou de Jupiler League nog maar uit zestien ploegen bestaan. De KNVB wilde dit oplossen door de (licentie-)eisen te versoepelen en zowel Achilles als Katwijk dit seizoen door te laten stromen naar het betaald voetbal. Achilles trad toe. Katwijk bleef binnen het amateurvoetbal. Vanwege het behoud van de zondagsrust waren er grote bedenkingen voor de club om tot het betaald voetbal toe te treden.
In het daaropvolgende seizoen (2013/14) werd de competitie afgesloten op de 14e plaats, een directe degradatieplaats. In het seizoen 2014/15 kwam Katwijk uit in de Zaterdag Hoofdklasse B met onder andere plaatsgenoten Quick Boys en Rijnvogels als tegenstanders. VV Katwijk werd kampioen en ging weer in de topklasse spelen. In het seizoen 2015/16 promoveerde de club naar de Tweede divisie, waarin het in de seizoenen 2017/18, 2021/22 en 2022/23 het kampioenschap vierde.
In het seizoen 2022/23 behaalde Katwijk zijn beste resultaat in de KNVB Beker door de achtste finale te halen. Hierin was SV Spakenburg na strafschoppen te sterk.
De club speelde altijd al op zaterdag en tekende het convenant dat opgesteld was tussen de KNVB en de Belangenvereniging Zaterdagvoetbal (BZV) om te kunnen garanderen dat wedstrijden op zaterdag gespeeld kunnen worden.

## Selectie 2017/18
Laatste aanpassing op 23-02-2018

### Spelers
| Rugn. | Naam                          | Nationaliteit      | Positie      |
| ----- | ----------------------------- | ------------------ | ------------ |
| 1     | Mark de Vries                 | Nederland          | Keeper       |
| 2     | Omar Hamdi                    | Nederland          | Verdediger   |
| 3     | Michiel van Dam               | Nederland          | Verdediger   |
| 4     | Robbert Susan                 | Nederland          | Middenvelder |
| 5     | Guus van Weerdenburg          | Nederland          | Verdediger   |
| 6     | Petrit Hoxhaj                 | Kosovo             | Middenvelder |
| 7     | Steven Sánchez Angulo         | Colombia Nederland | Aanvaller    |
| 8     | Paul de Lange                 | Nederland          | Middenvelder |
| 9     | Frank Tervoert                | Nederland          | Aanvaller    |
| 10    | Mike van den Ban              | Nederland          | Middenvelder |
| 11    | Kilian Berkhout               | Nederland          | Middenvelder |
| 12    | Damiano Schet                 | Nederland Suriname | Aanval       |
| 14    | Bennie van Noord              | Nederland          | Verdediger   |
| 17    | Sabir Akachau-Achefay         | Nederland Marokko  | Aanvaller    |
| 18    | Kay Blokland                  | Nederland          | Verdediger   |
| 19    | Jessie Vink                   | Nederland          | Verdediger   |
| 20    | Ricardo Kieboom               | Nederland          | Keeper       |
| 21    | Mark de Loor                  | Nederland          | Middenvelder |
| 22    | Stefan Plat                   | Nederland          | Middenvelder |
| 24    | Teun Guijt                    | Nederland          | Keeper       |
| 25    | Demir Strojil                 | Nederland          | Middenvelder |
| 28    | Daily Hoogkamer               | Nederland          | Verdediger   |
| 29    | Marciano Mengerink            | Nederland          | Aanvaller    |
| 30    | Raoul Esseboom                | Nederland          | Middenvelder |
|       | Vincent Tel (gehuurd van NEC) | Nederland          | Middenvelder |

## Erelijst
Tweede divisie
2018, 2022, 2023
Algeheel amateurkampioen van Nederland
1993, 1994, 2000, 2013, 2018, 2022, 2023
Landskampioen zaterdagamateurs
(vanaf 2011 als kampioen Topklasse)
1993, 1994, 2000, 2013
Districtsbeker West III
1997
Super Cup amateurs
2000, 2013

## Competitieresultaten 1947–heden
| 4 4A |

| 4 4A |

| 9 4A |

| 8 4A |

| 10 4A |

|  |

|  |

|  |

|  |

| 5 4A |

| 9 4A |

| 9 4B |

| 8 4A |

| 10 4A |

| 6 4A |

| 9 4A |

| 5 4A |

| 4 4C |

| 4 4B |

| 2 4A |

| 3 4B |

| 3 4B |

| 3 4B |

| 7 4B |

| 2 4B |

| 4 4B |

| 2 4A |

| 1 4A |

| 1 3A |

| 3 2A |

| 2 2B |

| 5 2B |

| 13 2B |

| 5 3B |

| 4 3A |

| 4 3A |

| 6 3A |

| 3 3A |

| 2 3A |

| 5 3A |

| 3 3A |

| 1 3A |

| 1 2B |

| 7 1B |

| 2 1A |

| 2 1A |

| 1 1A |

| 1 1A |

| 1 1A |

| 3 1A |

| 5 A |

| 2 A |

| 9 A |

| 1 A |

| 4 A |

| 12 A |

| 5 A |

| 9 A |

| 11 B |

| 4 A |

| 7 A |

| 6 A |

| 7 A |

| 5 A |

| 4 |

| 3 |

| 1 |

| 14 |

| 1 B |

| 3 |

| 3 |

| 1 |

| 5 |

| X |

| X |

| 1 |

| 1 |

| 4 |

| 4 |

2019/20: Dit seizoen werd na 24 speelrondes stopgezet vanwege de uitbraak van het COVID-19-virus. Er werd voor dit seizoen geen eindstand vastgesteld. Het seizoen 2021/21 werd na 6 speelrondes stopgezet.
| Tweede Divisie | Topklasse | Hoofdklasse | Eerste klasse | Tweede klasse | Derde klasse | Vierde klasse |

In elke staaf van de grafiek staat van boven naar beneden vermeld: 
- Eindnotering

Dit is de positie die de club heeft bereikt in de competitie, zonder eventuele beslissings-, play-off- of nacompetitiewedstrijden die nodig zijn geweest om bijvoorbeeld de kampioen van de competitie te bepalen.
Indien een * achter het getal staat is de notering een tussenstand en kan het zijn dat de notering niet overeenkomt met de uiteindelijke eindstand van de competitie.
Staat er een - dan is het seizoen nog bezig en is er geen definitieve uitslag bekend.
Staat er xx op de positie van de notering, dan heeft de club vroegtijdig de competitie verlaten. Dit kan onder andere komen door terugtrekking van het team, faillissement van de club of door een uitgedeelde straf van de KNVB. In veel gevallen staat elders in het artikel de reden vermeld.
Staat er een ? dan is het resultaat uit het verleden onbekend, en is alleen de competitie of het niveau bekend van dat seizoen.
In de seizoenen 2019/20 en 2020/21 werd wegens de coronacrisis het amateurvoetbal afgebroken. Daardoor kennen deze staven geen eindklassering (middels -- weergegeven).
- Competitieniveau en afdelingsletter of Officiële eindstand Eredivisie
  - Competitieniveau en afdelingsletter

Hierbij geeft het getal het niveau weer, dat ook terug te vinden is in de legenda. De letter is de afdelingsaanduiding en wordt gebruikt wanneer er meer afdelingen zijn op hetzelfde niveau. De afdelingsletter is altijd een hoofdletter en wordt meestal zonder nummer gebruikt.
Voorbeeld: 2F is niveau 2e klasse competitie F.
Het competitieniveau en nummer wordt niet vermeld wanneer er slechts één competitie van dit niveau was.
  - Officiële eindstand Eredivisie (getal staat tussen haakjes vermeld)

Sinds de introductie van play-offwedstrijden voor Europees voetbal na afloop van de reguliere competitie in 2005/06, is de KNVB verplicht een eindstand van de Eredivisie door te geven aan de UEFA aan de hand van deze play-offwedstrijden.
Bij deze eindstand staan clubs die zich hebben gekwalificeerd voor Europees voetbal hoger dan clubs die zich niet wisten te kwalificeren. Indien er geen verschil was tussen de eindnotering en de officiële eindstand, staat dit getal niet vermeld.

- Onderafdeling

Hier staat afgekort de naam van de onderafdeling indien de club in dat jaar in een onderafdeling uitkwam. Tevens staat deze afkorting in de legenda en wordt gelinkt naar het artikel over deze onderafdeling. Deze afkorting wordt alleen vermeld wanneer de club in het verleden in verschillende onderafdelingen heeft gespeeld. Deze vermelding is in de staaf altijd in kleine letters. Deze onderafdelingen zijn na het seizoen 1995/96 afgeschaft. Heeft de club in slechts één onderafdeling gespeeld, dan is dit alleen terug te vinden in de legenda.
Onder de staaf staat het jaartal vermeld waarin het seizoen is afgesloten. 15 verwijst naar het seizoen 2014/15 of eventueel het seizoen 1914/15.
Wanneer een staaf leeg is, zijn deze gegevens niet bekend. Het kan ook zijn dat de club dat seizoen niet heeft meegespeeld op het hogere amateurniveau, vroegtijdig de competitie heeft verlaten of uit de competitie is gezet.

In het seizoen 1944/45 was er wegens de Tweede Wereldoorlog geen regulier competitievoetbal.

## Katwijk in de KNVB Beker
Dit schema laat de resultaten zien van Katwijk tegen profclubs in de KNVB Beker.
| Seizoen | Ronde    | Wedstrijd                  | Uitslag        |
| ------- | -------- | -------------------------- | -------------- |
| 1992/93 | 1e ronde | FC Zwolle - Katwijk        | 3-0            |
| 1993/94 | 1e ronde | Katwijk - Fortuna Sittard  | 2-5            |
| 1994/95 | Groep 10 | RKC Waalwijk - Katwijk     | 8-0            |
| 1994/95 | Groep 10 | Katwijk - FC Den Bosch     | 3-4            |
| 1995/96 | Groep 13 | Telstar - Katwijk          | 4-0            |
| 1995/96 | Groep 13 | Katwijk - Sparta Rotterdam | 1-8            |
| 1996/97 | Groep 14 | Katwijk - FC Volendam      | 1-1            |
| 1996/97 | 2e ronde | Roda JC Kerkrade - Katwijk | 6-2            |
| 1997/98 | Groep 7  | FC Utrecht - Katwijk       | 5-4            |
| 1997/98 | Groep 7  | Katwijk - FC Dordrecht     | 2-0            |
| 1997/98 | 2e ronde | NAC Breda - Katwijk        | 5-1            |
| 1998/99 | Groep 1  | FC Den Bosch - Katwijk     | 4-0            |
| 1998/99 | Groep 1  | Katwijk - RKC Waalwijk     | 2-1            |
| 2000/01 | Groep 4  | ADO Den Haag - Katwijk     | 4-0            |
| 2000/01 | Groep 4  | FC Dordrecht'90 - Katwijk  | 4-2            |
| 2001/02 | Groep 5  | Katwijk - SBV Excelsior    | 0-4            |
| 2013/14 | 2e ronde | Katwijk - SC Cambuur       | 1-6            |
| 2018/19 | 1e ronde | Katwijk - sc Heerenveen    | 0-1 n.v.       |
| 2019/20 | 2e ronde | Katwijk - TOP Oss          | 0-0 (3-4 n.s.) |
| 2023/24 | 2e ronde | Katwijk - Almere City FC   | 1-2            |
| 2024/25 | 2e ronde | Katwijk - FC Twente        | 2-3            |

## Bekende spelers
De voetbalvereniging heeft verschillende betaald-voetbalspelers opgeleid. Tot het seizoen 2012/13 was Danny Guijt professioneel actief bij TOP Oss, RBC Roosendaal, SC Cambuur en Willem II, sinds seizoen 2013/14 is hij in verschillende rollen weer terug te vinden op “De Krom”.
Jeffrey Talan was de eerste Katwijker die als international in het Nederlands Elftal speelde. Ook hij volgde de jeugdopleiding van VV Katwijk. Overige spelers die het betaald voetbal haalden zijn onder anderen: Martin van der Plas, Floris Schaap, Ricky Talan, Pim Langeveld, Martin van Leeuwen, Daniel Hensen, Arie Jonker, Kees Guijt en Leon Meijs.
Daarnaast speelden ook diverse voormalig betaald-voetbalspelers bij VV Katwijk. Hieronder zijn voorbeelden
- Sabir Achefay
- Giorgio Achterberg
- Marouane Afaker
- Norair Aslanyan
- Tahir Akhamrame
- Roland Bergkamp
- Anthony Biekman
- Richard Blonk
- Raoul Esseboom
- Danny van Haaren
- Jamal
- Ricardo Kieboom
- André Krul
- Martin van Leeuwen
- Damiano Schet
- Stefan Stam

## Rivalen
De derby's tussen VV Katwijk en dorpsgenoot Quick Boys verdeelden minimaal tweemaal per jaar Katwijk in een Oranje en Blauwwit kamp. De wedstrijd was aanleiding tot de documentaire "Katwijkse Twisten". Deze documentaire werd geregisseerd door Mart Dominicus en ging in 2001 op het Filmfestival in Utrecht in première. De hoofdvelden van de twee clubs zijn hemelsbreed enkele kilometers van elkaar verwijderd. Andere rivalen zijn de eveneens uit de gemeente Katwijk afkomstige clubs Rijnsburgse Boys en FC Rijnvogels.